# Дивна жінка
«Дивна жінка» (рос. «Странная женщина») — радянська двосерійна мелодрама, знята в 1977 році режисером Юлієм Райзманом. Головну роль у фільмі виконала Ірина Купченко. Прем'єра фільму відбулася 11 вересня 1978 року.

## Сюжет
33-річна Євгенія, головна героїня фільму, мріє не стільки про любов, скільки про відкриті і сильні почуття. За професією вона — юрисконсульт. Євгенія залишила Москву, сім'ю, сина і приїхала в провінційне містечко, до своєї мами, присвятивши себе роботі й людям, які потребують її допомоги. Пізніше з'являється невідомий молодий чоловік, який не може жити без неї. Спочатку Євгенія негативно і з підозрою ставиться до нього, проте пізніше вона починає розуміти, що це людина, яку вона чекала все життя.

## У ролях
| Актор                | Роль                                 |
| -------------------- | ------------------------------------ |
| Ірина Купченко       | Євгенія Михайлівна Шевельова         |
| Юрій Подсолонко      | Андрій Шевельов, чоловік Євгенії     |
| Василь Лановий       | Микола Сергійович Андріанов          |
| Олег Вавілов         | Юра Агапов                           |
| Антоніна Богданова   | мати Євгенії                         |
| Тетяна Говорова      | Тамара сестра Євгенії                |
| Валерій Тодоровський | Володя син Євгенії                   |
| Світлана Коркошко    | Вікторія Анатоліївна подруга Євгенії |
| Степан Бубнов        | юрист заводу                         |
| Вадим Грачов         | Микола Ілліч                         |
| Віра Єнютина         | Любов Федосіївна мати Андрія         |
| Олександр Корженков  | кухар Хмельков                       |
| Олена Корнілова      | Надя                                 |
| Тетяна Кузнєцова     | прядильниця Селезньова               |

## Знімальна група
- Режисер — Юлій Райзман
- Сценарист — Євген Габрилович
- Оператор — Наум Ардашников
- Композитор — Роман Леденьов
- Художник — Геннадій М'ясников